# Robert Baran
Robert Baran (Jarocin, 3 de julio de 1992) es un deportista polaco que compite en lucha libre. Su hermano Radosław compite en el mismo deporte.
Ganó cuatro medallas en el Campeonato Europeo de Lucha entre los años 2016 y bronce en 2022.

## Palmarés internacional
| Campeonato Europeo | Campeonato Europeo | Campeonato Europeo | Campeonato Europeo |
| Año                | Lugar              | Medalla            | Categoría          |
| ------------------ | ------------------ | ------------------ | ------------------ |
| 2016               | Riga (Letonia)     | Medalla de plata   | 125 kg             |
| 2018               | Kaspisk (Rusia)    | Medalla de bronce  | 125 kg             |
| 2020               | Roma (Italia)      | Medalla de plata   | 125 kg             |
| 2022               | Budapest (Hungría) | Medalla de bronce  | 125 kg             |